# Lahaur
Lahaur (ang. Lahore; urdu ‏لاہور‎, Lāhaur; zachodniopendż. ‏لہور‎, Lahaur) – miasto we wschodnim Pakistanie, stolica prowincji Pendżab, na zachodnim przedgórzu Himalajów, w dolinie górnego Indusu, nad rzeką Rawi (dopływ Ćanabu), w pobliżu granicy z Indiami (30 km). Drugie po Karaczi miasto kraju, główny ośrodek gospodarki Pendżabu. Liczy 14,825,800 mieszkańców (2025). Jest jedną z 30 największych aglomeracji na świecie.

## Gospodarka
Ośrodek handlowo-bankowy. Rozwinięty przemysł włókienniczo-odzieżowy, skórzany, rzemiosło (tkaniny jedwabne, wyroby jubilerskie). Przemysł ciężki: maszynowy, (huty żelaza, stali), cementowy; produkcja gumy i nawozów sztucznych. Jest tu międzynarodowy port lotniczy i dworce kolejowe (połączenie z Indyjskim Amritsar) - przygraniczny węzeł komunikacyjny. Jest doprowadzony gazociąg ze złoża Sui.

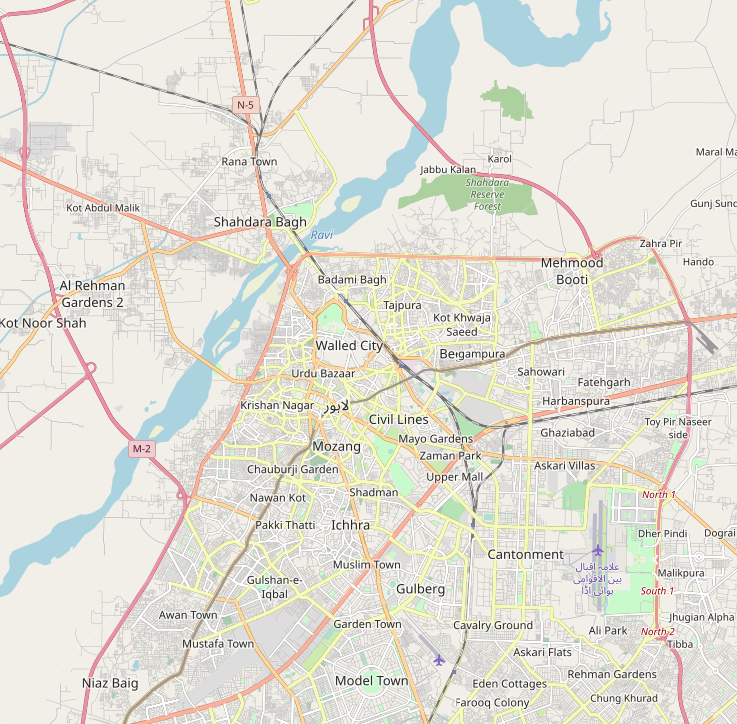
Plan Lahaur

## Historia i kultura
Niewiele wiadomo o historii osady sprzed okresu muzułmańskiego. Hinduska legenda przypisuje założenie Lahauru Lavie, czyli Lōhowi, synowi Ramy, od którego miasto podobno otrzymało nazwę Lōhāwar. Miasto „Labokla”, wspomniane w Geografii Ptolemeusza z II wieku n.e., mogło być Lahaurem.
Miasto miało burzliwą historię. Było stolicą dynastii Ghaznawidów w latach 1163–1186. Armia mongolska splądrowała Lahaur w 1241 roku. W XIV wieku miasto było wielokrotnie atakowane przez Mongołów, aż do 1398 roku, kiedy to dostało się pod panowanie tureckiego zdobywcy Timura. W 1524 roku zostało zdobyte przez wojska Mogołów Babura. To zapoczątkowało złoty wiek Lahauru pod rządami dynastii Mogołów, kiedy to miasto często stanowiło rezydencję królewską. Znacznie rozbudowano je za panowania Szahdżahana (1628–58), lecz straciło na znaczeniu za rządów jego następcy, Aurangzeba.
Od śmierci Aurangzeba (1707) Lahaur był przedmiotem walki o władzę między władcami Mongołów a powstańcami Sikhów. Wraz z inwazją Nadira Szacha w połowie XVIII wieku, Lahaur stał się przyczółkiem Imperium Irańskiego. Wkrótce zaczęło być gospodarzem Sikhizmu, stając się ponownie siedzibą potężnego rządu Ranjita Singha (1799–1839). Po śmierci Singha miasto gwałtownie podupadło i w 1849 roku przeszło pod panowanie brytyjskie. Po uzyskaniu niepodległości przez subkontynent indyjski w 1947 roku, Lahaur został stolicą prowincji Pendżab Zachodni; w 1955 roku został stolicą nowo utworzonej prowincji Pakistan Zachodni, która w 1970 roku została przekształcona w prowincję Pendżab.
W XVIII–XIX wieku ośrodek malarstwa miniaturowego. Siedziba najstarszego w kraju uniwersytetu, założonego w 1882.Jest tu również Uniwersytet Inżynierii i Technologii w Lahaur (od 1961), oraz liczne inne uczelnie i instytuty. W Muzeum Lahaur (od 1864) wystawiane są różne zbiory dzieł sztuki, zabytków. W roku 1990 odbyły się tutaj VII Mistrzostwa Świata w hokeju na trawie.

## Planistyka
Lahaur składa się ze starego obszaru miejskiego, otoczonego od południowego wschodu nowszymi obszarami handlowymi, przemysłowymi i mieszkalnymi, które z kolei są otoczone przedmieściami.
Lahaur podzielone jest w 9 dzielnic:
Aziz Bhatti Town, Data Gang Baksh Town, Iqbal Town, Nishtar Town, Ravi Town, Shalimar Town, Gulberg Town, Samanabad Town, Wahga Town.

## Zabytki
Stare miasto było niegdyś otoczone murem i fosą, ale te struktury zostały zastąpione, z wyjątkiem północnej części, parkami. Okrężna droga wokół wałów obronnych zapewnia dostęp do starego miasta przez 13 bram. Do godnych uwagi budowli na terenie starego miasta należą meczet Wazīr Khana (1634) i fort Lahaur. Otoczony murem kompleks o powierzchni około 36 akrów (14,5 hektara) fort jest wspaniałym przykładem architektury Mongołów; został częściowo zbudowany przez Akbara (panującego w latach 1556–1605) i rozbudowany przez kolejnych trzech cesarzy. Budowa fortu rozpoczęła się w XI wieku, a zakończyła w XVI wieku. Fort położony jest na wzgórzu. Meczet i fort zdobią marmury i płytki kashi, czyli płytki enkaustyczne. Inne zabytki to Meczet Badszahi (Cesarski), zbudowany przez Aurangzeba i do dziś jeden z największych meczetów na świecie; mierząca 4,3 metra (14 stóp) Zamzama, czyli Zam-Zammah, armata uwieczniona (wraz z innymi szczegółami miasta) w powieści Rudyarda Kiplinga „Kim” (1901); budynki i mauzoleum Ranjita Singha; ogrody Szahdara, w których znajduje się grobowiec cesarza Mongołów Dżahangira; oraz wspaniały Ogród Szalimar, założony w stylu perskim na wschód od miasta w 1642 roku przez Szahdżahana jako schronienie dla rodziny królewskiej. Schronienie Dżahana obejmuje około 32 hektarów (80 akrów) tarasowych ogrodów otoczonych murem i około 450 fontannami. Organizowane są tu wystawy artystów, przyjęcia dla dyplomatów, koncerty. Fort i Ogród Shālīmār zostały wpisane na Listę Światowego Dziedzictwa UNESCO w 1981 roku.

## Zamachy w Lahaurze
- 11 marca 2008 roku wybuchły dwa samochody-pułapki. Zginęło co najmniej 25 osób, a prawie 200 zostało rannych.
- 3 marca 2009 roku ostrzelano reprezentantów Sri Lanki w krykiecie. Siedmiu graczy oraz asystent trenera zostało rannych; zginęło sześciu policjantów oraz kierowca autobusu[7].
- 30 marca 2009 roku w ataku na akademię policyjną zginęło 16 osób.
- 28 maja 2010 roku talibowie zaatakowali 2 meczety – zginęło 70 osób.
- 1 lipca 2010 roku w wyniku zamachu zginęło 50 osób, a ponad 200 odniosło obrażenia.
- 2 listopada 2014 w wyniku zamachu zginęło 55 osób.
- 15 marca 2015, w dwóch zamachach na kościoły zginęło co najmniej 14 osób, a ponad 70 zostało rannych[8].
- 27 marca 2016, podczas zamachu w parku zginęło co najmniej 70 osób, w większości kobiety i dzieci[9].

## Miasta partnerskie
- Chicago, Stany Zjednoczone
- Fresno, Stany Zjednoczone
- Stambuł, Turcja
- Fez, Maroko
- Meszhed, Iran
- Duszanbe, Tadżykistan
- Xi’an, Chiny
- Dubaj, Zjednoczone Emiraty Arabskie